# Caryodaphnopsis laotica
Caryodaphnopsis laotica là loài thực vật có hoa trong họ Nguyệt quế. Loài này được Airy Shaw miêu tả khoa học đầu tiên năm 1960.